# Leonhard Baur
Leonhard Baur (* 23. Juli 1896 in Untermedlingen, heute Medlingen; † 8. Juli 1972 ebenda) war ein deutscher Politiker der BVP und der CSU.

## Leben
Baur wuchs auf dem Bauernhof der Familie auf und besuchte die Volks- und Landwirtschaftsschule. Ab 1916 nahm er als Soldat am Ersten Weltkrieg teil. 1918 kehrte er als Landwirt auf den Hof seiner Eltern zurück. Er engagierte sich auch im Genossenschaftswesen, so war er Vorsitzender des Bezirks-Raiffeisenverbandes. 1934 übernahm er den elterlichen Hof und heiratete.

## Politik
Baur gehörte zunächst der BVP an, für die er im Gemeinderat von Untermedlingen und im Kreistag des Landkreises Dillingen saß. Seine lokalpolitische Karriere endete zunächst durch die Machtergreifung, zweimal wurde Baur, der sich den politischen Entwicklungen widersetzte, in sogenannte Schutzhaft genommen. Nach dem Krieg trat er in die CSU ein und gehörte dort dem Kreis- und Bezirksvorstand an. Von 1945 bis 1948 war er Bürgermeister von Untermedlingen.
Bei der Landtagswahl 1950 wurde er über das Direktmandat im Stimmkreis Dillingen-Stadt und -Land in den Bayerischen Landtag gewählt, dem er eine Wahlperiode lang bis 1954 angehörte.